# Sumbilvia ophidiops
Sumbilvia ophidiops är en insektsart som beskrevs av Sjöstedt 1921. Sumbilvia ophidiops ingår i släktet Sumbilvia och familjen gräshoppor. Inga underarter finns listade i Catalogue of Life.